# Ісіґакі (острів)
Острів Ішіґа́кі (яп. 石垣島, いしがきじま, «Острів кам'яної огорожі», Ішіґакі-Джіма) — острів в острівній групі Яеяма островів Сакішіма архіпелагу Рюкю. Разом з островами Сенкаку утворює адміністративний округ Ішіґакі в складі району Яеяма префектури Окінава, Японія.

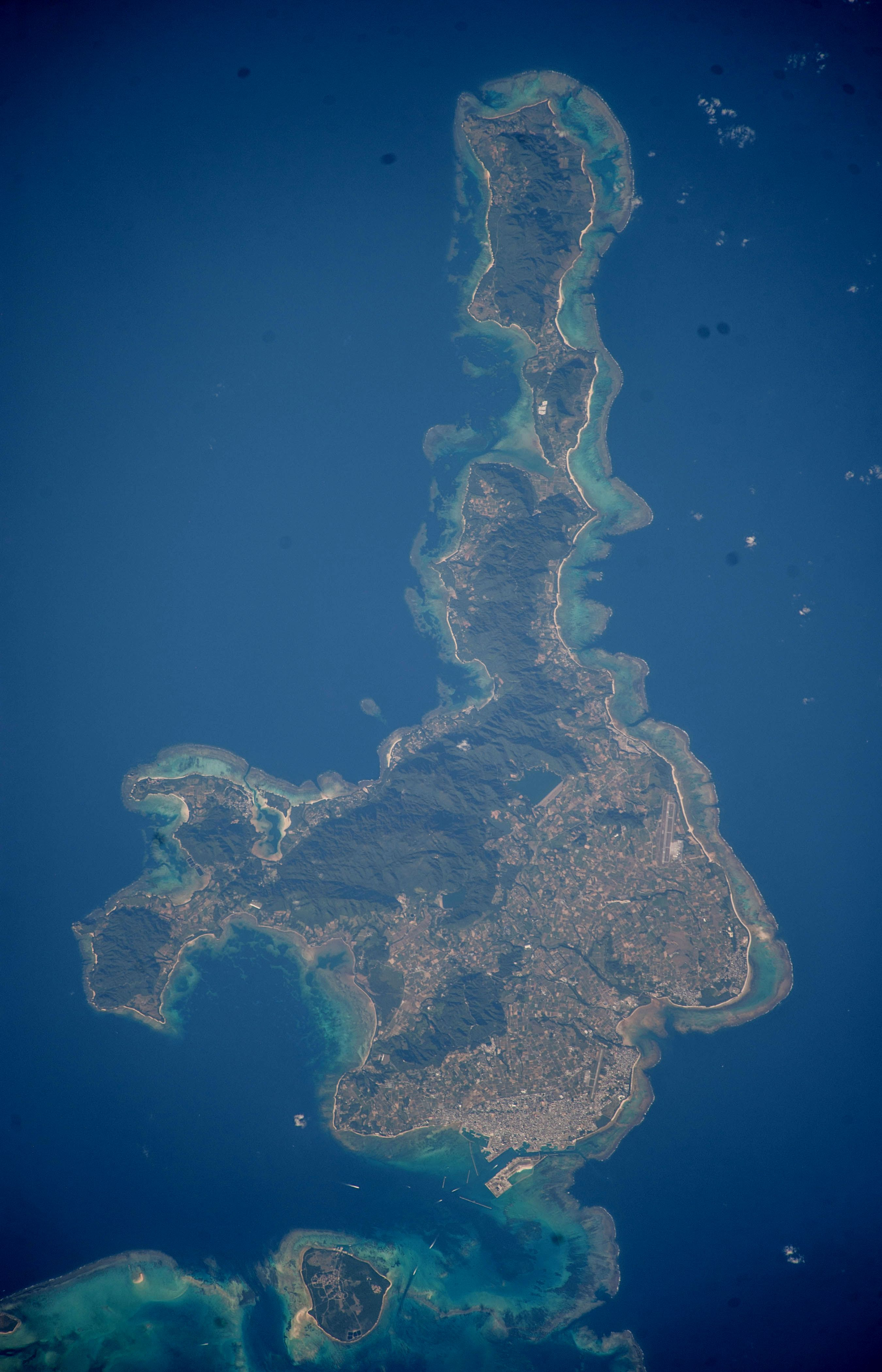
Острів Ісіґакі з космосу

Ішіґакі є третім найбільшим островом префектури. Його площа становить 222,6 км².

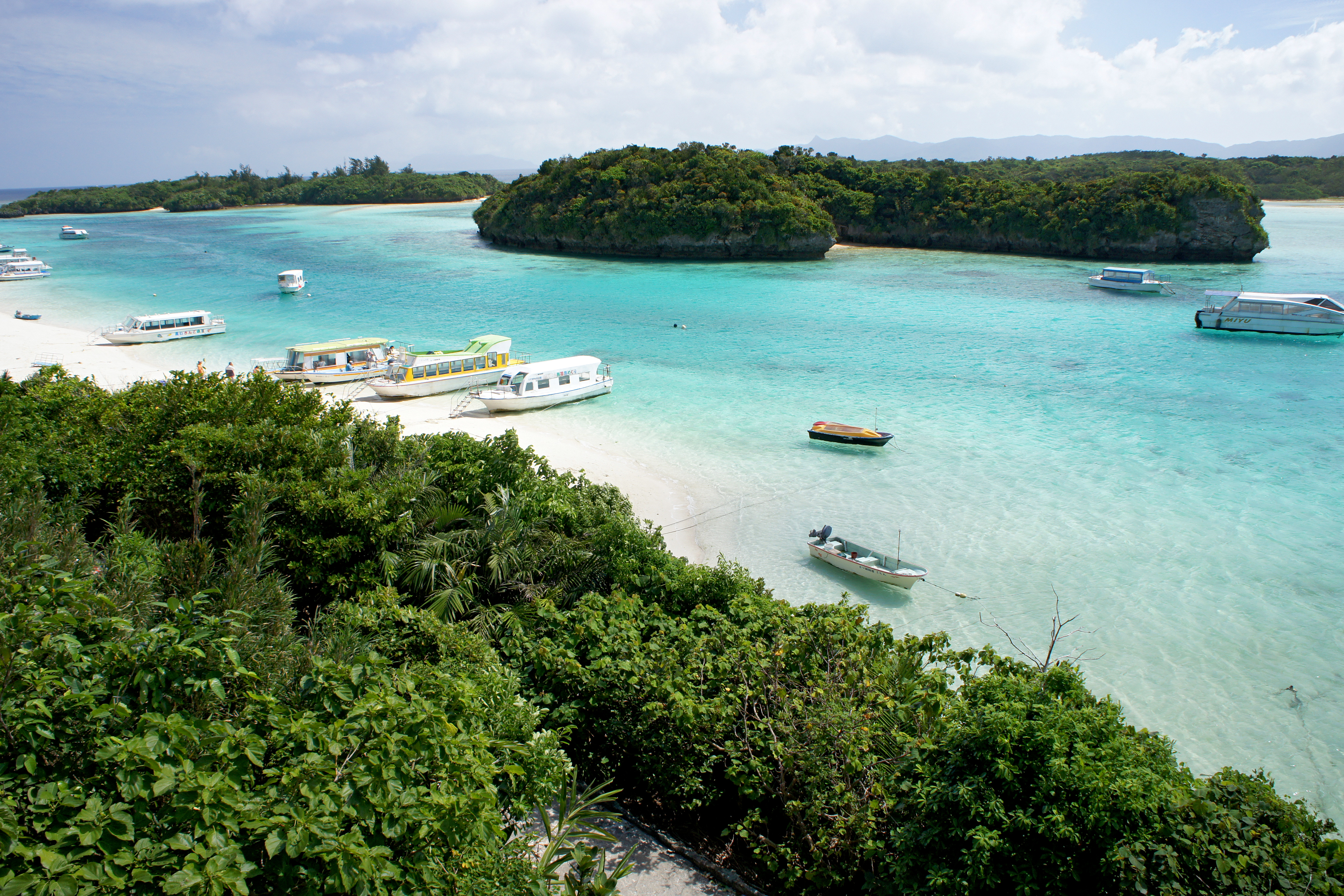
У бухті Кабіра

Населення становить 46 489 осіб (2008).
Острів віддалений на 410 км від префектурного центру Наха та на 270 км від острова Тайвань. Витягнутий на північний схід, утворюючи кілька півостровів, з'єднаних вузькими перешийками.
Найвища точка острова — гора Омото заввишки 529 м.
Найбільше місто острова — Ішіґакі. Містечка: Міяра, Шірахо, Хірае, Охама, Маесато, Кабіра.